# Cerro Colorado (Flores)
Cerro Colorado es una localidad uruguaya del departamento de Flores.

## Ubicación
La localidad se encuentra situada sobre la cuchilla Grande Inferior, próximo a las nacientes del arroyo Porongos y en el km 164 de la ruta 3, junto al empalme de esta ruta con la ruta 57 (ramal que va a Sarandí Grande). Dista 24 km de la ciudad de Trinidad y 70 km de la ciudad de San José de Mayo.

## Historia
La pequeña localidad de Cerro Colorado fue inaugurada en 2001 como un centro poblado constituido por 32 viviendas del plan MEVIR. El predio que hoy ocupa la localidad fue donado por la familia Castaingdebat Colombo.

## Población
Según el censo del año 2011, la localidad contaba con una población de 96 habitantes.
| -             | 99 | 96 |
| (Fuente: INE) |    |    |

## Servicios
El poblado cuenta con un destacamento de policía, sede del Juzgado de Paz, policlínica y un salón comunal.